# Isla Choate (Massachusetts)
La isla Choate, también conocida como isla Hog, es una isla situada en el estuario del río de Essex en Essex, Massachusetts, Estados Unidos. Forma parte del Crane Wildlife Refuge, la cual pertenece y es administrada por el Consejo de Fiduciarios de reservas. Los 0,55 km² de la isla son el refugio de una gran variedad de aves y animales. Está rodeada por un pantano de sal y tiene un bosque de abetos que se plantó en la década de 1930, y hace que la isla fácilmente sea visible desde gran parte de la zona circundante. La isla ha sido habitada por los indígenas de la zona, y fue visitada por los primeros europeos, que establecieron la agricultura en la isla. La Casa Choate, construida alrededor de 1730, se mantiene relativamente sin cambios.
La isla está conectada a Long Island, que cuenta con una granja y un granero, por una marisma y una calzada. Hay un muelle de Long Island que proporciona acceso a la isla Choate. El Refugio de Vida Silvestre fue establecido por Miné S. Crane en memoria de su esposo, Cornelius Crane, y ambos están enterrados en la cumbre de la isla.
Gran parte de la película de 1996 The Crucible, basada en la obra de Arthur Miller, con respecto a los juicios de brujas de Salem, fue filmada en la isla.